# グラニースミス
‘グラニースミス’（英: ‘Granny Smith’）は、オーストラリアで発見された偶発実生に由来するリンゴ（セイヨウリンゴ）の栽培品種であり、品種親などは明らかではない。‘グラニースミス’（スミスおばあちゃん）の名は、この最初の木を育てたマリア・アン・スミス（Maria Ann Smith）に由来する。果皮は丈夫であり、熟したものでも基本的に黄緑色（図1）。欧米において最も一般的な「青リンゴ」であり、その一般的なイメージと同様に果肉は硬めで酸味が強い。アップルパイなど調理用に適しており、欧米では生産量が多い。

## 特徴
樹姿は直立して広がり、樹勢は中程度（下図1a）。栄養成長が花芽の発達よりも優先する傾向があるため、強い剪定は避けた方がよい。豊産性であるが、わずかに隔年結果性がある。晩生品種であり、熟す時期は遅い。自家不和合性に関わるS遺伝子型はS3S23である。
果実は中型から大型、やや円錐形（上図2b）。果皮は丈夫で平滑、光沢があり、基本的に黄緑色であるが、日光に当たっていた部分が紫褐色に染まることがある（上図1, 2b）。果点は目立ち、ふつう輪状になる。果肉は硬く、肉質は粗めでシャキシャキしており、果汁は少なめで甘みがあるが酸味が強い。果肉は褐変しにくい。ただし、米国カリフォルニア州中部において温暖な冬季に枝についたままじっくりと成熟させたものでは、果皮は黄色くなり、酸味は低減する。貯蔵性はよく、特に熟す前に収穫したものは長期間保存可能である。
生食もされるが、酸味が強く煮崩れしないためアップルパイなど調理に広く用いられている。

## 生産
‘グラニースミス’は世界中で生産されている。2022–2023年のアメリカ合衆国におけるリンゴ生産では、‘グラニースミス’の生産量（22,088,733ブッシェル）は全体の9.0%、品種別では‘ガラ’、‘レッドデリシャス’、‘ハニークリスプ’、‘ふじ’についで第5位であった。ヨーロッパでも2022–2023年の生産量は品種別第8位、21,521,290ブッシェルに達し、リンゴ総生産の3.4%を占めていた。

## 歴史

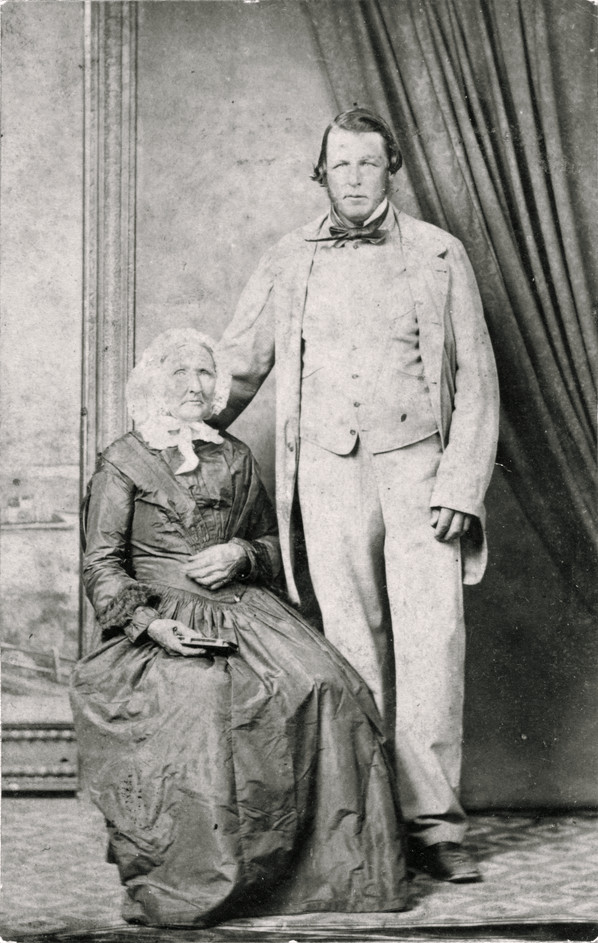
3. マリア・アン・スミス（左）

マリア・アン・スミス (Maria Ann Smith; 1799–1870; 図3) は、オーストラリアのニューサウスウェールズ州にあった農園に、‘French Crab’（セイヨウリンゴの調理用品種の1つ）とされていた種子を蒔き、これを育てた。この中で1つの実生のみが育ち、1868年に実をつけた。一般的に、この個体は‘French Crab’と正体不明のリンゴとの交雑に由来すると考えられている。この果実は非常に調理に適したものであったため、スミス家はこのリンゴを販売した。彼女の死後、1891年に農業展示会でこの品種は1位になり、1895年にニューサウスウェールズ州農業省のアルバート・ベンソンによって、この栽培品種はマリア・アン・スミスにちなんで‘グラニースミス’と命名され、輸出のために大規模な栽培が行われるようになった。やがて20世紀半ばになると、オーストラリア以外でも世界中で大規模に栽培されるようになった。
1950年には、マリア・アン・スミスが住んでいた場所がグラニースミス・メモリアルパークと名付けられた。また1985年以降、毎年10月末にはグラニースミス・フェスティバル (Granny Smith Festival) がニューサウスウェールズ州イーストウッドにおいて行われている。
‘グラニースミス’は、ビートルズのアップル・レコードのロゴに採用されたことで知られている。

## 派生品種
‘グラニースミス’を種子親とした品種として‘レディウィリアムズ’（花粉親は‘ジョナサン (紅玉)’または‘Rokewood’）、‘Red Granny Smith’（花粉親は‘ジョナサン (紅玉)’）が知られている。